# 维多利亚小钻石冠

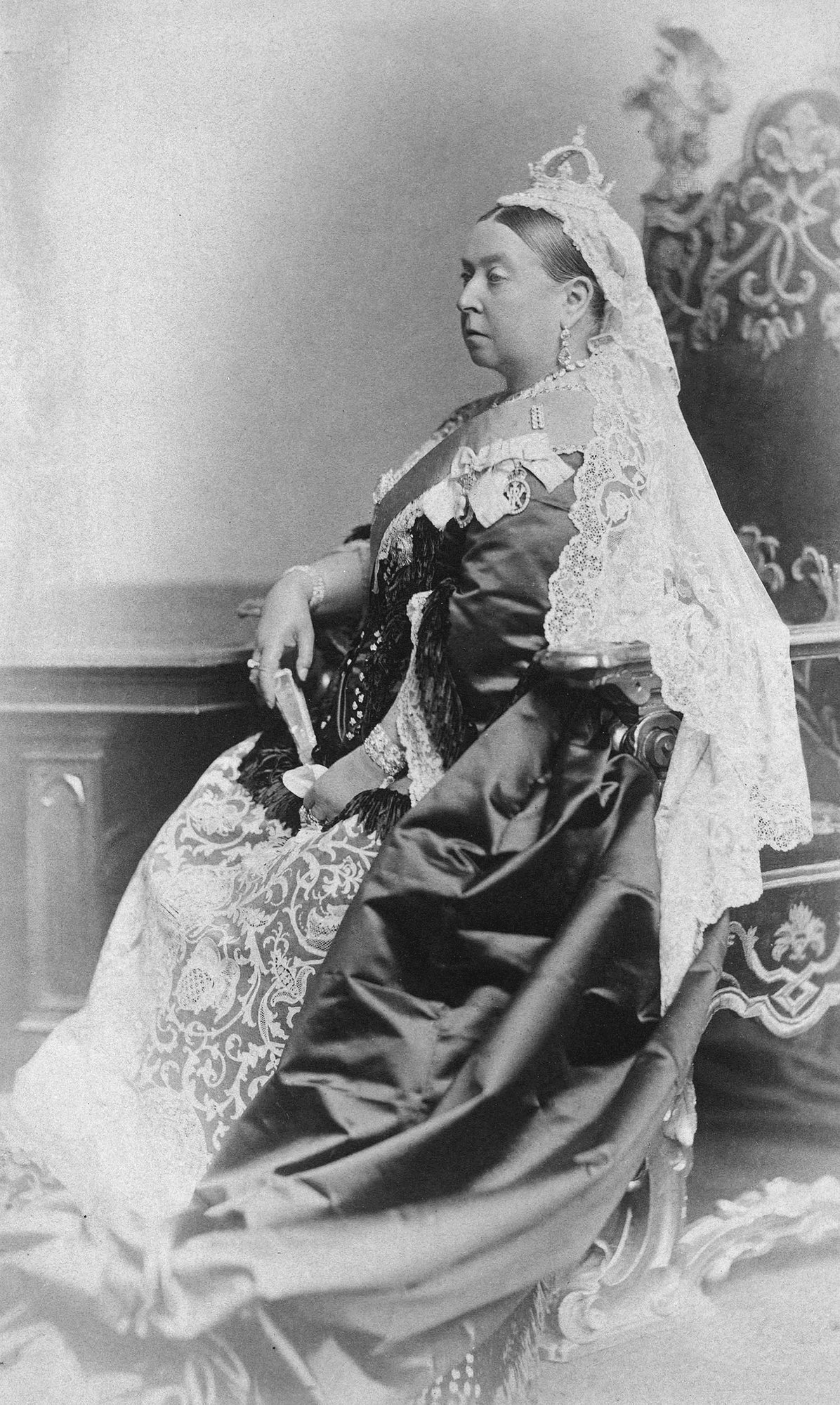
戴着维多利亚小钻石冠的维多利亚女王

维多利亚小钻石冠是英国维多利亚女王的个人王冠。1870年，维多利亚女王因为帝国皇冠过于沉重，而设计并命人制作了这顶小皇冠。王冠上的珠宝有许多来自于一条女王收藏的旧项链，这顶王冠高92毫米，直径90毫米。1927年之后，英王乔治六世将其放置在伦敦塔内。维多利亚佩戴着这顶王冠的图像经常出现在各种奖章和钱币上。